# Юнттила, Юлиус
Юлиус Юнттила (фин. Julius Junttila; род. 15 августа 1991, Оулу) — финский хоккеист, центральный нападающий команды «Кярпят» и сборной Финляндии.

## Биография
Воспитанник хоккейной школы «Кярпят», выступал за составу клуба в юниорских и молодёжных соревнованиях. Дебютировал за команду в высшей лиге Финляндии в сезоне 2009/10. Также выступал в различных командах низших лиг. С 2011 года стал игроком основного состава «Кярпят». Играл в клубе до 2016 года, стал двукратным чемпионом Финляндии. В сезоне 2016/17 попробовал свои силы в шведской хоккейной лиге, отыграв сезон за «Лулео».
Сезон 2017/18 провёл в составе «Кярпят», завоевав третью золотую медаль чемпионата Финляндии. В межсезонье подписал контракт с клубом Континентальной хоккейной лиге «Сибирь», провёл 5 матчей в составе клуба. Затем вернулся в Швецию, где выступал за «Векшё Лейкерс». В сезоне 2019/20 – вновь в составе команды «Кярпят», в следующем сезоне вернулся в КХЛ, подписав контракт со столичным «Йокеритом».
Выступал за молодёжную сборную Финляндии, за основную сборную выступал на Европейском хоккейном туре. В 2018 году провёл 5 матчей за команду Финляндии на Олимпийских играх в Пхёнчхане.